# FDGB-Pokal 1959

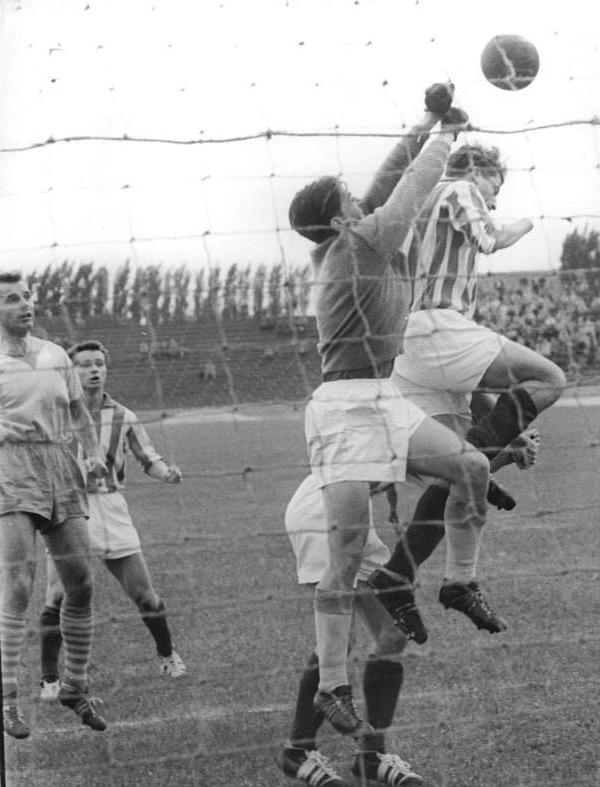
Szene aus dem Viertelfinale: Wismutspieler Tröger im Kampf um den Ball mit Vorwärts-Torhüter Spickenagel.

Der FDGB-Fußballpokal 1959 war die neunte Auflage dieses Wettbewerbes. Er startete Anfang März mit einer Vorrunde, die nach territorialen Gesichtspunkten gelost wurde, an der aus der Saison 1958 die 15 Bezirkspokalsieger, die beiden Absteiger aus der DDR-Oberliga, die Mannschaften aus der DDR-Liga (ohne Aufsteiger) und die Vertreter der drittklassigen II. DDR-Liga teilnahmen. Alle Pokalrunden wurden im K.-o.-System ausgetragen, deren Spiele bei Gleichstand nach der regulären Spielzeit durch Verlängerung und gegebenenfalls durch ein Wiederholungsspiel entschieden wurden.
Die Sieger trafen in der 1. Hauptrunde Ende Mai auf die 14 Mannschaften der DDR-Oberliga, der höchsten Fußballklasse.
Das Achtelfinale wurde mit Vorwärts Rostock und Vorwärts Leipzig als den einzigen verbliebenen Bezirksvertreter durchgeführt, die II. DDR-Liga war nur noch mit vier Mannschaften vertreten. Der SC Chemie Halle und Rotation Babelsberg hielten die Fahne der I. DDR-Liga hoch. Aus der Oberliga hatten bereits sechs Mannschaften die Segel streichen müssen, darunter die beiden letztjährigen Pokalfinalisten Einheit Dresden und dem SC Lokomotive Leipzig.
Mit dem SC Traktor Schwerin (II. DDR-Liga) kam nur noch eine unterklassige Mannschaft unter die letzten Acht. Dort mussten sich die Mecklenburger zuhause Dynamo Berlin mit 0:4 geschlagen geben. Im Halbfinale setzte sich der neue Meister SC Wismut Karl-Marx-Stadt klar mit 3:0 bei Turbine Erfurt durch, während Dynamo Berlin im heimischen Stadion Motor Zwickau erst in der Verlängerung mit 2:1 besiegen konnte.
Trotz des Finalsieges nahm Dynamo im Folgejahr nicht im erstmals ausgetragenen Europapokal der Pokalsieger teil. Stattdessen startete dort Vizemeister Vorwärts Berlin, den der Fußballverband der DDR für geeigneter hielt, die Republik im europäischen Wettbewerb zu vertreten.

## Vorrunde
Die Spiele fanden am 1. März 1959 statt.
|                                | Ergebnis  |                                  |
| ------------------------------ | --------- | -------------------------------- |
| SG Dynamo Schwerin *           | 0:1       | ASK Vorwärts Rostock             |
| BSG Motor Wolgast *            | 2:3       | SC Traktor Schwerin              |
| BSG Einheit Ueckermünde *      | 1:0       | BSG Motor Warnowwerft Warnemünde |
| BSG Aktivist Staßfurt *        | 1:0       | BSG Fortschritt Neustadt-Glewe   |
| SG Eintracht Miersdorf *       | 0:0 n. V. | BSG Motor Eberswalde             |
| BSG Chemie Buna Schkopau *     | 5:0       | BSG Motor Sömmerda               |
| BSG Motor Saalfeld *           | 1:0       | BSG Motor Gotha                  |
| SG Dynamo Erfurt *             | 4:3 n. V. | BSG Motor Suhl                   |
| BSG Wismut Schneeberg *        | 0:1       | BSG Motor Sonneberg              |
| BSG Turbine Großenhain *       | 3:4       | BSG Motor Gohlis-Nord Leipzig    |
| BSG Aktivist Brieske-Ost *     | 5:1       | BSG Lokomotive Frankfurt/Oder    |
| BSG Lokomotive Eberswalde *    | 2:4       | BSG Berliner Verkehrsbetriebe    |
| BSG Aufbau Häselrieth *        | 1:6       | BSG Motor Erfurt Nord            |
| SG Hohenschönhausen *          | 1:3       | BSG Stahl Stalinstadt            |
| ASK Vorwärts Leipzig *         | 6:0       | BSG Stahl Helbra                 |
| BSG Motor Stralsund            | 0:2       | BSG Einheit Greifswald           |
| BSG Einheit Rostock            | 6:1       | BSG Einheit Gadebusch            |
| BSG Turbine Neubrandenburg     | 0:2       | TSC Oberschöneweide              |
| SG Lichtenberg 47              | 1:2       | ASK Vorwärts Neubrandenburg      |
| BSG Lokomotive Waren-Rethwisch | 0:1       | SG Dynamo Hohenschönhausen       |
| BSG Motor Wismar               | 2:5       | BSG Rotation Babelsberg          |
| BSG Motor Süd Brandenburg      | 4:2       | BSG Chemie Wolfen                |
| BSG Chemie Wittenberge         | 1:2       | SC Aufbau Magdeburg              |
| BSG Lokomotive Cottbus         | 1:2       | BSG Motor Bautzen                |
| BSG Chemie Grünau-Schmöckwitz  | 3:2 n. V. | SG Dynamo Dresden                |
| BSG Rotation Babelsberg II     | 5:3       | BSG Stahl Brandenburg            |
| BSG Motor Hennigsdorf          | 2:1       | BSG Einheit Burg                 |
| BSG Motor Dessau               | 1:6       | SC Chemie Halle                  |
| SG Dynamo Frankfurt/Oder       | 2:1       | ASK Vorwärts Cottbus             |
| BSG Chemie Bitterfeld          | 2:3       | BSG Motor Brand-Langenau         |
| BSG Chemie Greppin             | 2:0       | BSG Lokomotive Kirchmöser        |
| BSG Stahl Thale                | 4:2       | BSG Lokomotive Weimar            |
| BSG Chemie Leuna               | 5:0       | BSG Motor Altenburg              |
| BSG Lokomotive Halberstadt     | 2:0       | SC Wissenschaft Halle            |
| BSG Lokomotive Haldensleben    | 6:4 n. V. | BSG Motor Nordhausen-West        |
| BSG Aktivist Geiseltal Mücheln | 3:5       | BSG Stahl Silbitz                |
| BSG Stahl Riesa                | 0:0 n. V. | BSG Fortschritt Meerane          |
| BSG Aktivist Böhlen            | 2:4       | BSG Chemie Riesa                 |
| BSG Wismut Plauen              | 1:0       | BSG Motor Oberlind               |
| BSG Chemie Lauscha             | 6:0       | BSG Chemie Elsterberg            |
| BSG Motor Schkeuditz           | 1:1 n. V. | BSG Motor West Karl-Marx-Stadt   |
| BSG Glückauf Bleicherode       | 2:1       | BSG Lokomotive Leipzig-Ost       |
| SC Motor Karl-Marx-Stadt       | 6:1       | BSG Motor Steinach               |
| BSG Motor Eisenach             | 0:1       | SG Dynamo Eisleben               |
| BSG Aufbau Meißen              | 3:3 n. V. | BSG Empor Wurzen                 |
| BSG Einheit Rudolstadt         | 1:4       | BSG Aktivist „Karl Marx“ Zwickau |
| BSG Stahl Freital              | 1:1 n. V. | BSG Wismut Gera                  |
| BSG Aktivist Laubusch          | 2:0       | BSG Chemie Glauchau              |
| BSG Chemie Schwarzheide        | 2:1       | BSG Fortschritt Hartha           |

Durch ein Freilos zog die BSG Aktivist Kali Werra Tiefenort direkt in die 1. Hauptrunde ein.

### Wiederholungsspiele
Die Wiederholungsspiele fanden am 4. März 1959 statt.
|                                | Ergebnis |                          |
| ------------------------------ | -------- | ------------------------ |
| BSG Motor Eberswalde           | 2:0      | SG Eintracht Miersdorf * |
| BSG Fortschritt Meerane        | 0:2      | BSG Stahl Riesa          |
| BSG Motor West Karl-Marx-Stadt | 2:0      | BSG Motor Schkeuditz     |
| BSG Empor Wurzen               | 2:0      | BSG Aufbau Meißen        |
| BSG Wismut Gera                | 2:0      | BSG Stahl Freital        |

## 1. Hauptrunde
Die Spiele fanden am 24. und am 27. Mai 1959 statt.
|                                   | Ergebnis  |                                 |
| --------------------------------- | --------- | ------------------------------- |
| BSG Berliner Verkehrsbetriebe     | 0:3       | BSG Chemie Grünau-Schmöckwitz   |
| BSG Einheit Greifswald            | 5:2       | BSG Einheit Rostock             |
| SC Traktor Schwerin               | 0:0 n. V. | BSG Lokomotive Stendal          |
| ASK Vorwärts Rostock              | 2:1       | BSG Rotation Babelsberg II      |
| BSG Einheit Ueckermünde *         | 0:6       | ASK Vorwärts Berlin             |
| BSG Motor Sonneberg               | 2:4 n. V. | BSG Wismut Plauen               |
| BSG Rotation Babelsberg           | 5:1       | BSG Motor Hennigsdorf           |
| ASK Vorwärts Neubrandenburg       | 1:4       | SC Empor Rostock                |
| BSG Motor Eberswalde              | 0:2       | SC Aktivist Brieske-Senftenberg |
| BSG Motor Erfurt Nord             | 6:0       | BSG Stahl Thale                 |
| BSG Stahl Stalinstadt             | 3:0       | BSG Aktivist Laubusch           |
| SC Chemie Halle                   | 10:20     | BSG Chemie Zeitz                |
| SG Dynamo Eisleben                | 0:2       | SC Fortschritt Weißenfels       |
| BSG Motor Bautzen                 | 2:7       | SC Wismut Karl-Marx-Stadt       |
| BSG Stahl Silbitz                 | 4:3       | BSG Motor Brand-Langenau        |
| BSG Chemie Riesa                  | 1:0       | SC Lokomotive Leipzig           |
| BSG Motor West Karl-Marx-Stadt    | 0:2       | SC Einheit Dresden              |
| BSG Empor Wurzen                  | 1:4       | SC Motor Jena                   |
| BSG Wismut Gera                   | 0:1       | SC Rotation Leipzig             |
| TSC Oberschöneweide               | 4:7       | SG Dynamo Hohenschönhausen      |
| SC Aufbau Magdeburg               | 3:3 n. V. | SC Dynamo Berlin                |
| BSG Motor Saalfeld *              | 1:2       | SG Dynamo Erfurt *              |
| BSG Aktivist Staßfurt *           | 2:4       | BSG Motor Süd Brandenburg       |
| BSG Chemie Buna Schkopau *        | 0:2       | BSG Chemie Greppin              |
| BSG Chemie Lauscha                | 1:3       | BSG Motor Zwickau               |
| BSG Aktivist Brieske-Ost *        | 1:2       | BSG Stahl Riesa                 |
| SG Dynamo Frankfurt/Oder          | 1:2 n. V. | BSG Chemie Schwarzheide         |
| BSG Glückauf Bleicherode          | 7:0       | BSG Lokomotive Halberstadt      |
| BSG Lokomotive Haldensleben       | 2:2 n. V. | BSG Chemie Leuna                |
| BSG Aktivist „Karl Marx“ Zwickau  | 0:3       | SC Motor Karl-Marx-Stadt        |
| BSG Motor Gohlis-Nord Leipzig     | 1:2       | ASK Vorwärts Leipzig *          |
| BSG Aktivist Kali Werra Tiefenort | 1:4       | SC Turbine Erfurt               |

### Wiederholungsspiele
Die Wiederholungsspiele fanden am 27. Mai 1959 statt.
|                        | Ergebnis  |                             |
| ---------------------- | --------- | --------------------------- |
| BSG Lokomotive Stendal | 1:2 n. V. | SC Traktor Schwerin         |
| SC Dynamo Berlin       | 4:1       | SC Aufbau Magdeburg         |
| BSG Chemie Leuna       | 3:0       | BSG Lokomotive Haldensleben |

## 2. Hauptrunde
Die Spiele fanden am 4. und am 10. Juni 1959 statt.
|                               | Ergebnis |                                 |
| ----------------------------- | -------- | ------------------------------- |
| BSG Stahl Riesa               | 0:6      | ASK Vorwärts Berlin             |
| BSG Wismut Plauen             | 1:4      | SC Wismut Karl-Marx-Stadt       |
| BSG Motor Süd Brandenburg     | 6:3      | BSG Chemie Riesa                |
| SG Dynamo Erfurt *            | 1:3      | BSG Motor Zwickau               |
| BSG Chemie Schwarzheide       | 0:2      | SC Chemie Halle                 |
| SC Traktor Schwerin           | 2:0      | BSG Glückauf Bleicherode        |
| BSG Chemie Leuna              | 3:1      | BSG Stahl Silbitz               |
| SC Rotation Leipzig           | 3:2      | SC Aktivist Brieske-Senftenberg |
| BSG Einheit Greifswald        | 2:5      | SC Dynamo Berlin                |
| BSG Chemie Greppin            | 0:4      | SC Turbine Erfurt               |
| SC Empor Rostock              | 2:3      | ASK Vorwärts Rostock            |
| BSG Chemie Grünau-Schmöckwitz | 2:4      | BSG Rotation Babelsberg         |
| SC Motor Karl-Marx-Stadt      | 1:4      | SC Motor Jena                   |
| SG Dynamo Hohenschönhausen    | 3:0      | BSG Stahl Stalinstadt           |
| SC Fortschritt Weißenfels     | 1:0      | BSG Motor Erfurt Nord           |
| SC Einheit Dresden            | 3:4      | ASK Vorwärts Leipzig *          |

## Achtelfinale
Die Spiele fanden vom 26. bis 29. Juli 1959 statt.
|                           | Ergebnis |                            |
| ------------------------- | -------- | -------------------------- |
| SC Wismut Karl-Marx Stadt | 2:0      | ASK Vorwärts Rostock       |
| ASK Vorwärts Berlin       | 4:1      | BSG Chemie Leuna           |
| BSG Motor Zwickau         | 9:2      | SC Rotation Leipzig        |
| SC Dynamo Berlin          | 3:2      | SC Chemie Halle            |
| SC Turbine Erfurt         | 1:0      | SG Dynamo Hohenschönhausen |
| BSG Rotation Babelsberg   | 1:2      | SC Traktor Schwerin        |
| ASK Vorwärts Leipzig *    | 2:1      | BSG Motor Süd Brandenburg  |
| SC Motor Jena             | 2:4      | SC Fortschritt Weißenfels  |

## Viertelfinale
Die Spiele fanden am 19. und am 26. August 1959 statt.
|                           | Ergebnis |                           |
| ------------------------- | -------- | ------------------------- |
| SC Traktor Schwerin       | 0:4      | SC Dynamo Berlin          |
| SC Fortschritt Weißenfels | 0:1      | BSG Motor Zwickau         |
| ASK Vorwärts Leipzig *    | 0:3      | SC Turbine Erfurt         |
| ASK Vorwärts Berlin       | 2:3      | SC Wismut Karl-Marx Stadt |

## Halbfinale
Die Spiele fanden am 14. und am 21. Oktober 1959 statt.
|                   | Ergebnis  |                           |
| ----------------- | --------- | ------------------------- |
| SC Turbine Erfurt | 0:3       | SC Wismut Karl-Marx Stadt |
| SC Dynamo Berlin  | 2:1 n. V. | BSG Motor Zwickau         |

## Finale

### Statistik
| Paarung                   | SC Wismut Karl-Marx-Stadt – SC Dynamo Berlin |
| Ergebnis                  | 0:0 n. V. |
| Datum                     | Sonntag, 6. Dezember 1959 um 13.00 Uhr |
| Stadion                   | Heinz-Steyer-Stadion, Dresden |
| Zuschauer                 | 20.000 |
| Schiedsrichter            | Helmut Köhler (Leipzig) |
| Tore                      | keine |
| SC Wismut Karl-Marx-Stadt | Klaus Thiele – Lothar Schlegel, Bringfried Müller , Siegfried Wolf – Jürgen Seifert, Manfred Kaiser – Lothar Killermann, Klaus Zink, Dieter Erler, Willy Tröger, Horst Tautenhahn (91. Siegfried Kaiser) Cheftrainer: Gerhard Hofmann |
| SC Dynamo Berlin          | Willi Marquardt – Konrad Dorner, Werner Heine, Martin Skaba – Herbert Maschke, Waldemar Mühlbächer – Christian Hofmann, Hermann Bley, Klaus Thiemann (93. Karl Schäffner), Günter Schröter , Ralf Quest Cheftrainer: Fritz Bachmann   |

Wiederholungsspiel
| Paarung                   | SC Wismut Karl-Marx-Stadt – SC Dynamo Berlin |
| Ergebnis                  | 2:3 (1:1) |
| Datum                     | Sonntag, 13. Dezember 1959 um 13.00 Uhr |
| Stadion                   | Bruno-Plache-Stadion, Leipzig |
| Zuschauer                 | 8.000 |
| Schiedsrichter            | Werner Bergmann (Hildburghausen) |
| Tore                      | 0:1 Hofmann (17.) 1:1 Tröger (30.) 1:2 Schröter (53., Foulelfmeter) 2:2 S. Kaiser (65.) 2:3 Hofmann (67.) |
| SC Wismut Karl-Marx-Stadt | Klaus Thiele – Lothar Schlegel, Bringfried Müller , Siegfried Wolf – Dieter Erler, Manfred Kaiser – Lothar Killermann, Klaus Zink, Gottfried Eberlein, Willy Tröger, Siegfried Kaiser Cheftrainer: Gerhard Hofmann                  |
| SC Dynamo Berlin          | Willi Marquardt – Konrad Dorner, Werner Heine, Martin Skaba – Herbert Maschke, Waldemar Mühlbächer – Christian Hofmann, Hermann Bley, Klaus Thiemann, Günter Schröter , Ralf Quest (46. Karl Schäffner) Cheftrainer: Fritz Bachmann |
| Platzverweise             | keine – Bringfried Müller (55.) |

### Spielverlauf

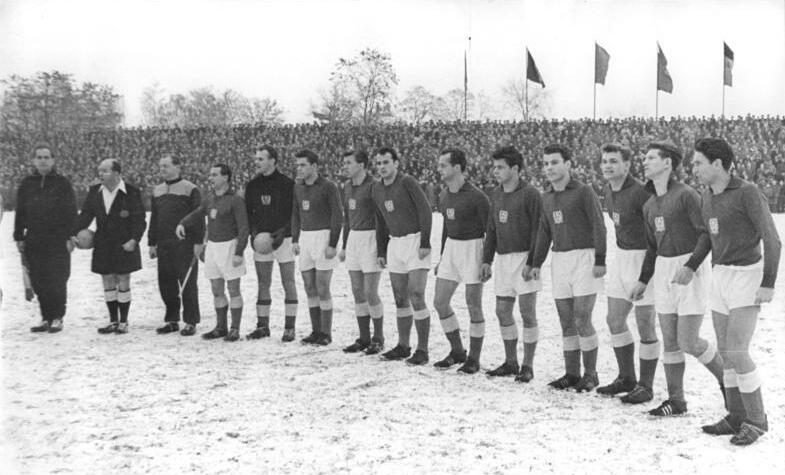
Pokalsieger SC Dynamo Berlin

Nachdem in der ersten Auflage des Endspiels wegen der unüberwindlichen Deckungsreihen und des Unvermögens der Stürmer auch nach 120 Minuten keine Tore gefallen waren, fielen im Wiederholungsspiel innerhalb der regulären Spielzeit fünf Treffer. Dass mit dem Meister Wismut Karl-Marx-Stadt und dem Meisterschafts-Dritten Dynamo Berlin zwei ebenbürtige Gegner auf dem Platz standen, ist der an Torfolge abzulesen – zweimal konnten die Sachsen die Berliner Führung egalisieren, ehe der Dynamo-Rechtsaußen Hofmann den Siegtreffer aus spitzem Winkel in der 67. Minute markieren konnte. Das Spiel stand eindeutig im Zeichen der konstruktiven Läuferreihen, denen es diesmal gelang, ihre Stürmer in erfolgsbringende Positionen zu schicken. Besonders die Berliner Stürmer hatten ihre Lehren aus der ersten Begegnung gezogen und gingen diesmal schnörkellos vor das gegnerische Tor. Das schnelle 1:0 nach gelungener Kombination mehrerer Dynamospieler ebenfalls durch Hofmann ließ vermuten, dass die Berliner besser mit dem schwierigen Schneeboden zurechtkommen würden. Doch nach einer halben Stunde bewies die Wismut-Elf mit ihrem Ausgleichstor durch Tröger, der Heine gekonnt ausspielte, ebenfalls Standfestigkeit. Es entwickelte sich ein gutklassiges Spiel, in dem die Spieler auch technisch zu gefallen wussten. In der 53. Minute nahm das bisher ausgeglichen Spiel eine dramatische Wende. Nach einem Foul von Siegfried Wolf am Berliner Bley wurde Dynamo ein Strafstoß zugesprochen, den Schröter verwandelte. Daraufhin brannten beim Wismut Spieler Bringfried Müller alle Sicherungen durch, und er ging mit wüsten Beschimpfungen auf das Schiedsrichterkollektiv los. Als er daraufhin vom Platz gestellt wurde, setzten die Wismut Aktiven das Spiel mit äußerster Härte fort, sodass das Spiel völlig aus den Fugen zu geraten drohte. Erst das Ausgleichstor durch Kaiser mit einer hohen Flanke direkt ins Berliner Gehäuse brachte wieder Beruhigung in die Begegnung. Die Berliner konnten ihre zahlenmäßige Überlegenheit nutzen und gingen bereits zwei Minuten später erneut in Führung, die sie bis zum Schlusspfiff sichern konnten.